# Jeanine Forney
Jeanine Forney est une comédienne française d'origine suisse née le 1er juillet 1939 à Lausanne (Suisse) et décédée en 1995 à Chennevières-sur-Marne  (France), spécialisée dans le doublage.

## Théâtre
- 1959 : La Petite Molière de Jean Anouilh et Roland Laudenbach, mise en scène Jean-Louis Barrault, Grand théâtre de Bordeaux, Odéon-Théâtre de France
- 1961 : Rhinocéros d'Eugène Ionesco, mise en scène Jean-Louis Barrault, Théâtre des Célestins, tournée

## Filmographie
- 1974 : Q de Jean-François Davy

## Doublage

### Cinéma
Films
- Edie McClurg dans :
  - La Folle Journée de Ferris Bueller (1986) : Grace
  - Un ticket pour deux (1987) : la guichetière de la location de voitures
  - Elvira, maîtresse des ténèbres (1988) : Chastity Pariah
  - La P'tite Arnaqueuse (1991) : la secrétaire

Mais aussi :
- 1964 : Maciste et les Filles de la vallée : Selina (Špela Rozin)
- 1969 : L'Homme tatoué : Anna (Christine Matchett)
- 1970 : Joe, c'est aussi l'Amérique : Ronnie (Max Couper)
- 1972 : La Fureur de vaincre : Yuan Le-erh (Nora Miao)
- 1972 : L'Aventure du Poséidon : Susan Shelby (Pamela Sue Martin)
- 1972 : Le Professeur : Valeria (Patrizia Adiutori)
- 1973 : Sœurs de sang : Danielle Breton / Dominique Blanchion (Margot Kidder)
- 1973 : Les Anges mangent aussi des fayots : la fille de Gerace (Lara Sender)
- 1974 : Larry le dingue, Mary la garce : Mary Coombs (Susan George)
- 1974 : Mon nom est Trinita : Pamela (Melissa Chimenti)
- 1974 : Tant qu'il y a de la guerre, il y a de l'espoir : Silvia Chiocca (Silvia Monti) et la voix annonce de l'hôtel africain
- 1975 : Vol au-dessus d'un nid de coucou : Candy (Mews Small)
- 1976 : Dynamite Girls : Miss Harris (Priscilla Pointer) et la patronne du motel[Qui ?]
- 1977 : Deux super-flics : Susy Lee (Laura Gemser)
- 1977 : Le Parfait Tueur : Liv, le mannequin (Diana Polakov)
- 1978 : Grease : Jan (Jamie Donnelly)
- 1978 : Le Couloir de la mort : Dr Caroline Arnold (Joanna Pettet)
- 1979 : Le Vainqueur : la grosse dame du centre d'emploi (Monica Parker), la réceptionniste du bureau olympique (Robin Duke) et voix de commentaires sportifs[Qui ?]
- 1980 : Les Séducteurs : Lauri (Kathleen Quinlan)
- 1980 : Le Droit de tuer : Dr Megan Stewart (Samantha Eggar)
- 1980 : Stardust Memories : la jeune femme questionnant Sandy dans la salle du festival[Qui ?]
- 1981 : Les Faucons de la nuit : Pam (Hilary Thompson)
- 1981 : Evil Dead : Shelly (Theresa Tilly)
- 1981 : Incubus : l'infirmière Deena (Jennifer Leak)
- 1981 : La Vallée de la mort : la baby-sitter (Mary Steelsmith)
- 1982 : Conan le Barbare : la princesse (Valérie Quennessen)
- 1984 : Le Kid de la plage : Nikki Willis (Martha Gehman)
- 1988 : Une autre femme : Cynthia (Kathryn Grody)
- 1988 : Working Girl : Phyllis Trask, la mariée (Barbara Garrick)
- 1990 : Edward aux mains d'argent : Peg Boggs (Dianne Wiest)
- 1990 : Papa est un fantôme : Carol (Christine Ebersole)
- 1992 : Maman, j'ai encore raté l'avion : la dame aux pigeons (Brenda Fricker)

Films d'animation
- 1973 : La Planète sauvage : la fiancée de Terr
- 1978 : Bambi : Faisane apeurée (second doublage)
- 1979 : Le Petit Cheval bossu : le petit cheval bossu (second doublage)
- 1980 : Dumbo de Ben Sharpsteen : Éléphante bleue (second doublage)
- 1981 : La Belle au bois dormant : Aurore/Rose (second doublage)
- 1981 : Rox et Rouky : Vixy
- 1989 : Astérix et le Coup du menhir : Mme Âgecanonix

#### Télévision
Séries
- Clair de lune : Agnes Topisto (Allyce Beasley)
- Falcon Crest : Emma Channing (Margaret Ladd)
- Fraggle Rock : la conteuse d'histoire
- Shogun : dame Toda Buntaro / Mariko (Yoko Shimada)
- Hôtel : Megan Kendall (Heidi Bohay (en))
- Zoobilee Zoo: Talkatoo Cockatoo (Karen Hartman)

Séries animées
- Albator, le corsaire de l'espace : Stellie
- Beetlejuice : Ginger l'araignée
- Biniky le dragon rose : Biniky
- Blondine au pays de l'arc-en-ciel : mère de Grisemine, la reine des Lurons
- Candy Candy : Dorothée
- Dans les Alpes avec Annette : mère de Julien, Christine, Franz
- Goldorak : Végalia
- Grisù le petit dragon : Grisu
- Kachi : Mère d'Annie
- Comte Mordicus : voix diverses
- Les Catcheurs du rock : Wendi Richter, the Fabulous Moolah
- Les Minipouss : Hélène, la mère des Minipouss
- Les Mondes engloutis : Arkana
- Nils Holgersson : Petite Plume
- Les Popples : Pretty Bit, le Popple violet (seconde voix)
- Rahan : Lukaï (#13)
- Susy aux fleurs magiques : Mme Gertrude